# 简·亨
简·马戈·亨（英語：Jan Margo Henne，1947年8月11日—），美国女子游泳运动员。她曾代表美国参加1968年夏季奥林匹克运动会游泳比赛，获得二枚金牌、一枚银牌和一枚铜牌。